# Space Bound
"Space Bound" er fjerde single fra den amerikanske rapper Eminems syvende studiealbum, Recovery. Sangen forventes blev udgivet i juni 2011.
"Space Bound" har samplinger fra R.E.M.s sang "Drive" og "Song for Bob" af Nick Cave og Warren Ellis.

## Baggrund
I februar 2011 blev det annonceret, at "Space Bound" ville blive fjerde single fra Recovery. Sangen beskriver et forhold mellem et kærestepar. Omkvædet er sunget af den britiske pop/R&B-sanger Steve McEwan.

## Musikvideo
Musikvideoen blev indspillet over en tredages periode i Los Angeles i februar 2011. Pornostjernen Sasha Grey medvirker  i videoen og foregår på en motel. Musikvideoen fik premiere den 24. juni på iTunes.[kilde mangler]

## Hitliste
| Hitliste (2010-11)                       | Top placering |
| ---------------------------------------- | ------------- |
| Australien (ARIA)                        | 51            |
| Irland (IRMA)                            | 50            |
| UK Singler (The Official Charts Company) | 80            |
| UK R&B (The Official Charts Company)     | 23            |
| USA Billboard Hot 100                    | 119           |